# Cary Building
El Cary Building es un edificio comercial ubicado en 229 Gratiot Avenue (en la esquina de Gratiot y Broadway) en el Downtown de la ciudad de Detroit, la más poblada del estado de Míchigan (Estados Unidos). Fue incluido en el Registro Nacional de Lugares Históricos en 1983.

## Historia
El Cary Building fue construido por Frank M. Cary, un especulador en bienes raíces de Detroit. Cary contrató al arquitecto Richard E. Raseman (quien también diseñó el edificio Breitmeyer-Tobin, ubicado al otro lado de Broadway desde Cary, en 1905) para diseñar la estructura. La construcción del Cary Building inició una transformación de Broadway (entonces llamada Miami Avenue) de una zona residencial de clase alta a un distrito comercial de moda.
A partir de 2013, toda la estructura necesita restauración. Sin embargo, desde 2016 pertenece s Rock Ventures y ha sido objeto de algunos trabajos de restauración.

## Descripción

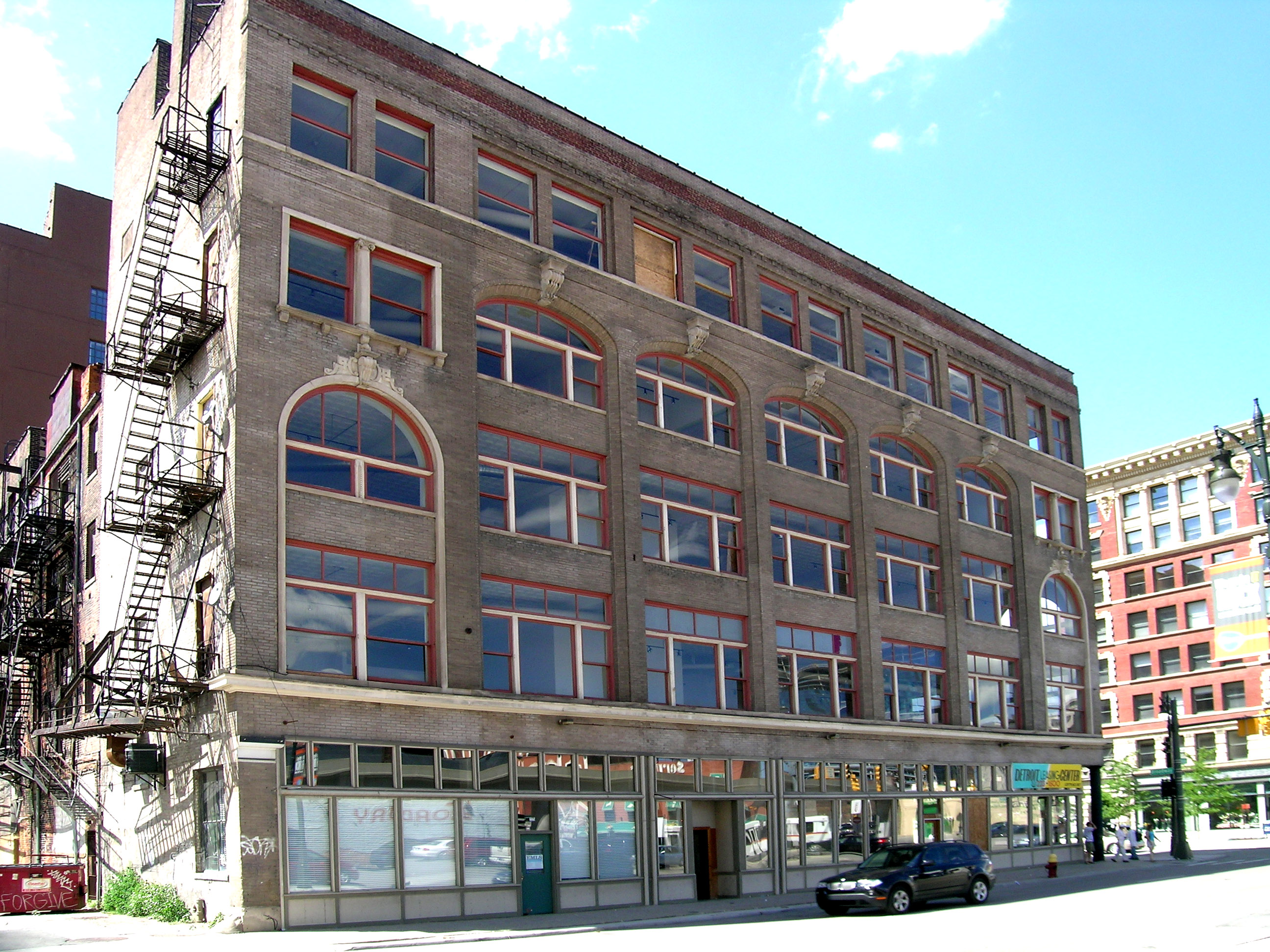
Fachada sobre la avenida Gratiot.

El edificio de cinco pisos, diseñado en el estilo Beaux Arts y revestido con ladrillo, es importante debido a su fuerte uso de bahías verticales con arcos de remate. Es de planta rectangular, mide 112 pies a lo largo de Gratiot y 34 pies a lo largo de Broadway. Los escaparates de las tiendas a nivel de la calle están coronados por un cinturón de piedra. Los tres pisos centrales a lo largo de la fachada de Gratiot consisten en cinco arcos de mampostería de tres pisos con cabezas segmentarias. 
Los arcos contienen ventanas empotradas estilo escuela de Chicago en cada piso. Las bahías exteriores tienen arcos de dos pisos de cabeza redonda adornados en piedra que contienen ventanas empotradas de doble guillotina y un par de ventanas de doble guillotina sobre el arco del cuarto piso. El diseño de los tramos finales se repite dos veces en la fachada de Broadway. El quinto piso está separado del cuarto por un cinturón de piedra y contiene pares de ventanas de guillotina sobre cada tramo.
Se ha eliminado la cornisa original del edificio. El interior de la estructura contiene espacio para oficinas sin características significativas.